# Rockstar Games presents Table Tennis
Rockstar Games Presents Table Tennis (o Rockstar Table Tennis o simplement Table Tennis) és un videojoc de simulació de Ping-pong per la Xbox 360 llançat el 26 de maig del 2006 als Països Catalans i a la resta d'Europa per Rockstar Games. Aquest videojoc només es pot trobar per la consola de Microsoft.
Rockstar Table Tennis és el primer videojoc a utilitzar el Rockstar Advanced Game Engine (R.A.G.E), un motor de videojoc que Rockstar també l'utilitza per al següent Grand Theft Auto IV.

## Jugabilitat
Rockstar Table Tennis és un simulador del gran esport olímpic com és el Ping-pong (o tennis taula). Aquest videojoc gira al voltant de dos jugadors que colpegen una pilota d'un lloc a l'altra, l'un a l'altra, amb l'objecte de què el seu contrincant no pugui tornar la pilota a l'àrea contrària. Per exemple, si el jugador contrincant està situat a un extrem de la taula, la millor tàctica és que l'altre jugador tiri la pilota cap a l'altra extrem amb la velocitat suficient perquè el jugador contrincant no la pugui tocar.

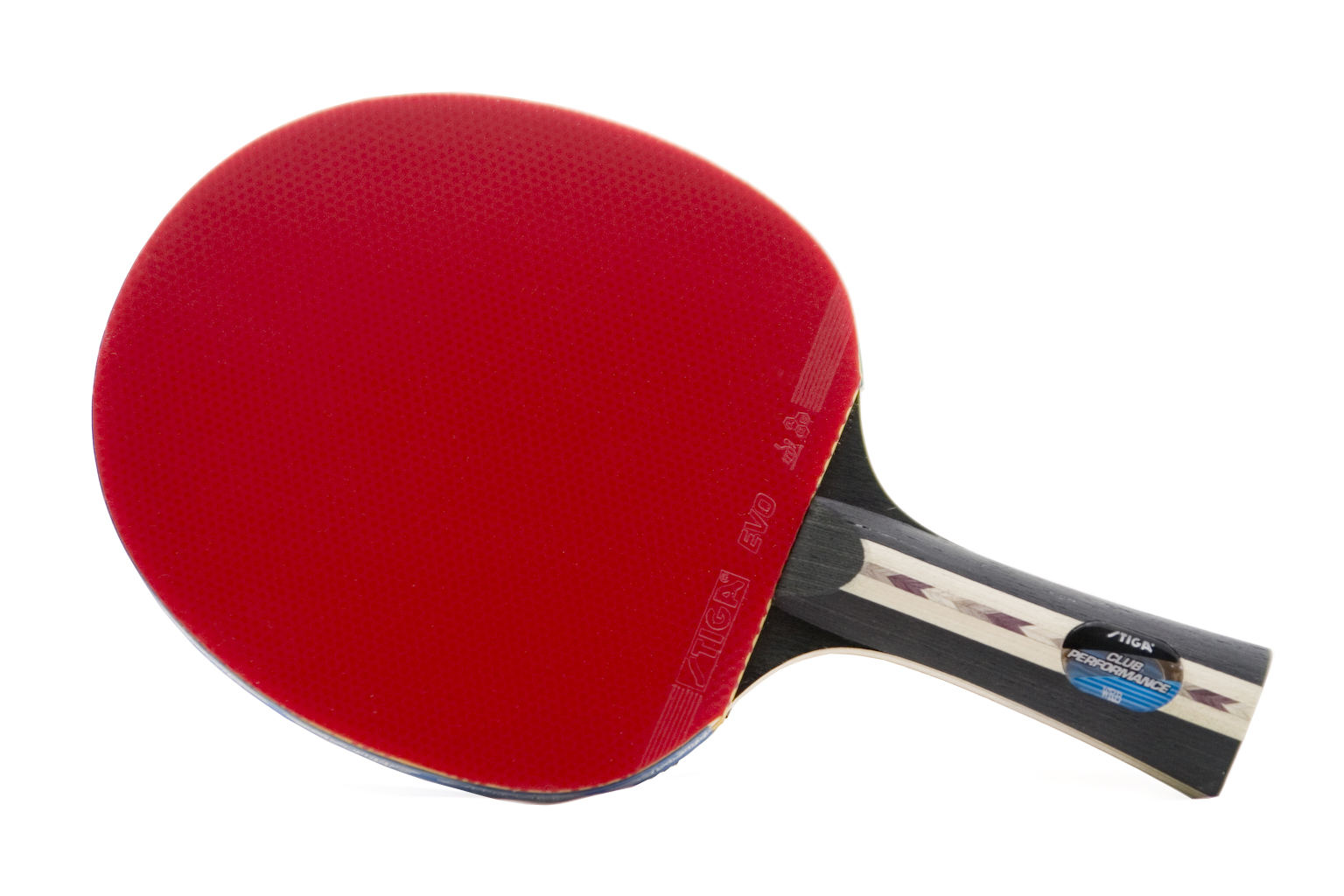
Presa de pantalla del Rockstar Table Tennis.

## Personatges
Table Tennis té onze jugadors. Cadascú té un diferent estil de joc.
Jugadors desbloquejats:
- Haley (EUA)
- Jesper (Suècia)
- Liu Ping (Xina)
- Luc (França)

Jugadors bloquejats (es desbloquegen jugant a torneigs offline):
- Carmen (Brasil)
- Cassidy (Irlanda)
- Juergen (Alemanya)
- Jung Soo (Corea del Sud)
- Kumi (Japó)
- Mark (Anglaterra)
- Solayman (Egipte)